# Vojna akademija West Point
Vojna akademija West Point ili The United States Military Academy (Vojna akademija Sjedinjenih Država) je vojarna Američke vojske i vojna akademija. Osnovana je 1802. te je najstarija takva ustanova u SAD-u. Akademija je škola najvećeg stupnja obrazovanja vojnih časnika u Sjedinjenim Američkim Državama. Polaznici akademije nazivaju se kadeti. 
Akademija se nalazi kod gradića West Pointa u državi New York, oko 80 km sjevernije od grada New Yorka, te se prostire na površini od 65 km². Vojna akademija u West Pointu jedna je od najpoznatijih vojnih akademija na svijetu, a poznata je po odličnom obrazovanju i čvrstoj stezi. Diplomci s akademije dobivaju vojni čin potporučnik u vojsci SAD-a. Moraju služiti minimalno 5 godina u aktivnoj službi i 3 godine u vojnoj rezervi. Moto akademije je Dužnost, čast, domovina ! (eng. Duty, Honor, Country!)

## Povijest akademije
Mjesto današnje akademije je general George Washington odredio za izgradnju utvrde. Nacrt utvrde je dizajnirao Tadeusz Andrzej Kosciuszko 1778. g. General Washington je West Point smatrao jednim od strateški najvažnijih mjesta na cijelom kontinentu. Predsjednik Thomas Jefferson je potpisao dokument kojim se osniva američka Vojna akademija West Point 16. ožujka 1802., a akademija je otvorena 4. srpnja 1802.
Nadzornik akademije 1817. – 1833., pukovnik Sylvanus Thayer, poznat je kao otac Vojne akademije West Point. Povisio je standarde, uveo vojnu disciplinu i isticao časno ponašanje. U prvoj polovici 19. stoljeća, kadeti koji su završavali West Point bili su odgovorni za izgradnju cesta, željeznica, pomorskih luka i općenito prometa u SAD-u.
Predsjednik Lyndon Baines Johnson je 1964. povećao broj kadeta s 2,529 na 4,417. Danas broj iznosi oko 4,000. 1810. i 1816. su godine u kojima nije bilo diplomiranih klasa, dok su u godinama 1861., 1917., 1918., 1922. i 1943. dipolmirale po dvije klase. U posljednjih nekoliko desetljeća, škola prima sve više kadeta iz najrazličitijih skupina npr. znanstvenici itd.

## Poznati polaznici
- Edwin E. „Buzz“ Aldrin, američki astronaut, drugi čovjek koji je stupio na mjesec
- P.G.T. Beauregard
- Braxton Bragg, general Konfederacije
- Ambrose Everett Burnside
- George Armstrong Custer, zapovjednik Sedme konjičke pukovnije Američke vojske za vrijeme rata s Indijancima
- Jefferson Davis, predsjednik Konfederacije Američkih Država u Američkom građanskom ratu
- Benjamin Oliver Davis mlađi
- Dwight D. Eisenhower, 34. predsjednik SAD-a, vrhovni zapovjednik Saveznika u Europi za vrijeme Drugog svjetskog rata
- Ulysses S. Grant, 18. predsjednik SAD-a, general Sjevera za vrijeme Američkog građanskog rata
- Joseph Hooker
- Thomas Jonathan Jackson
- Joseph Eggleston Johnston
- Albert Sidney Johnston
- Mike Krzyzewski
- Robert Edward Lee, general vojske Konfederacije za vrijeme Američkog građanskog rata
- James Longstreet
- Douglas MacArthur, vrhovni zapovjednik američkih snaga na Pacifiku za vrijeme Drugog svjetskog rata
- George McClellan, general Sjevera u Američkom građanskom ratu
- James Birdseye McPherson
- George Gordon Meade
- George S. Patton, general Američke vojske u Drugom svjetskom ratu
- John Clifford Pemberton
- John J. Pershing, zapovjednik Američkog ekspedicijskog korpusa u Prvom svjetskom ratu
- John Pope
- Philip Henry Sheridan
- William T. Sherman, general Sjevernjačke vojske u Američkom građanskom ratu
- Norman Schwarzkopf
- J.E.B. Stuart

## Vanjske poveznice
- Službene stranice United States Military Academy (Engl.)